# 潛水組

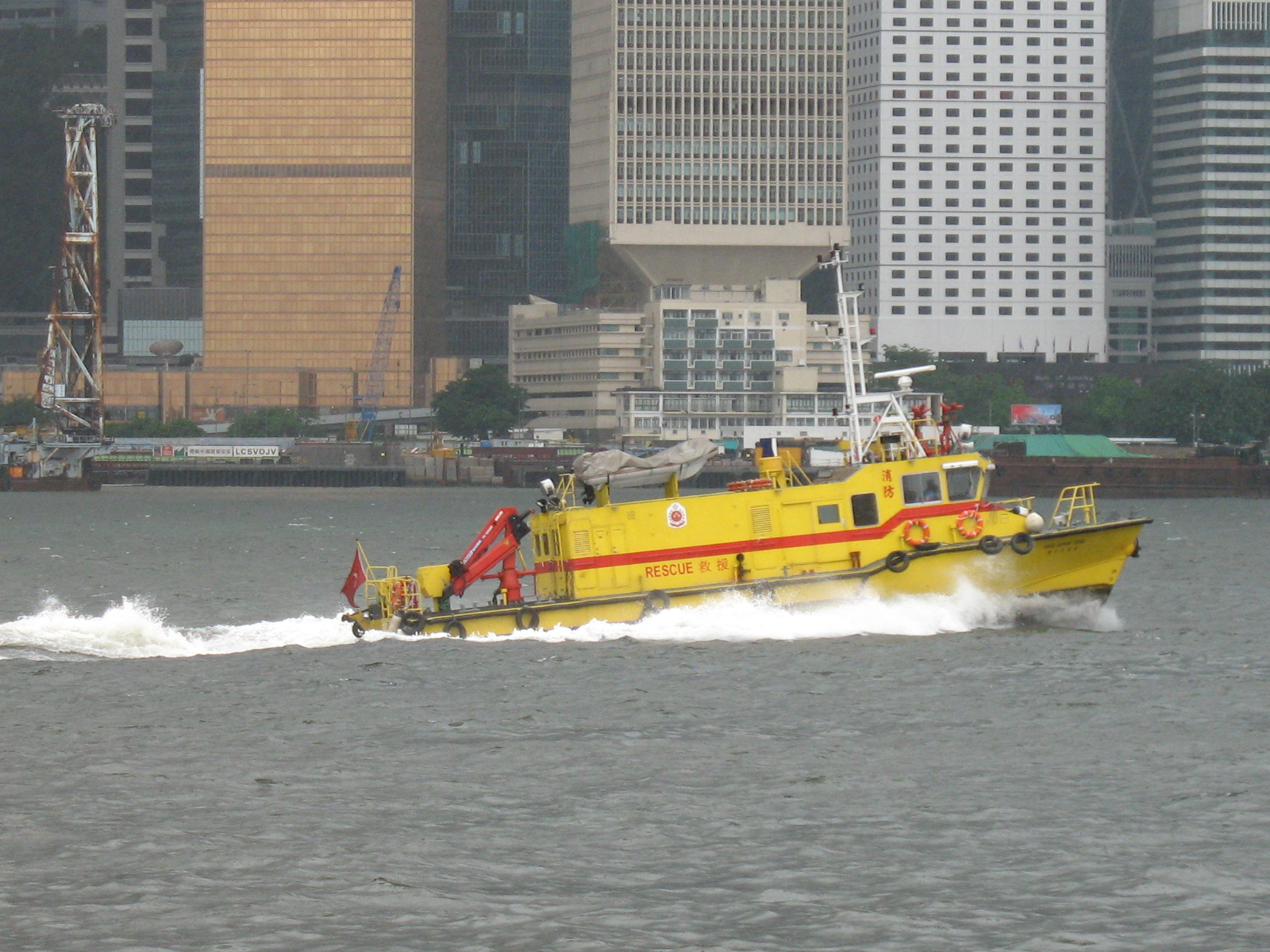
潛水支援船一號

潛水組（英文：Diving Unit）前身為潛水隊（英文：Diving Team），隸屬於香港消防處港島、離島及海務區消防總區，其主要責任為負責於香港海域以至其他水底壓縮環境（例如池塘、水塘、沉箱、污水渠及沉船等）執行水底搜索及潛水拯救任務；潛水組亦參與香港水域外的相關任務；每年平均出動近600次，當中包括近300宗遇溺和170宗船難。此外，潛水組負責為消防處及其他政府部門提供相關訓練。

## 組織
- 潛水組：由一名消防區長出任主管。
  - 行動隊：分為4支小隊，被派遣駐守於望后石消防局、西貢消防局、銅鑼灣消防局以及消防處潛水基地
    - 行動隊1：由一名助理消防區長領導。
    - 行動隊2：由一名助理消防區長領導。
    - 潛水行動支援及訓練專隊：於2013年3月13日成立，為消防處及其他政府部門提供相關訓練（包括多種潛水訓練、水上自救訓練、基礎急流拯救訓練及加壓特遣隊訓練等等。）、支援大型或者複雜的水底搜索及潛水拯救行動，並且負責操作消防處潛水基地加壓室，訓練人員，及為醫院管理局為患有減壓病的病人進行加壓治療及為接受了器官移植的病人進行高壓氧治療。潛水行動支援及訓練專隊被分為小隊，人員24小時輪值。

## 歷史

### 前導
消防處的專業潛水拯救服務歷史可以追溯至1955年8月15日，一名小童於九龍一處集水區遇溺，消防人員到場後隨即使用純氧呼吸輔助器，潛入近15呎深的水底，可惜不果，被逼終止行動。兩年後的10月6日，兩名小童於喇沙利道附近的一個水池遇溺，不幸地只有其中1名小童獲救。綜合上述兩次事件，消防處故訓練專業人員，同時購買相關裝備，以應付日後的需要。

### 潛水隊[打撈隊]成立
1960年，潛水隊成立，由20名人員所組成，被派遣駐守於香港島及九龍的緊急裝備供應車隊服役。
1970年代中期，潛水隊添置了Poseidon水中呼吸輔助器，使潛水能力擴展至15米水深。於1989年，潛水拯救車輛正式服役；翌年，潛水隊添置了雙樽Poseidon水中呼吸輔助器，使潛水能力擴展至30米水深。

### 潛水組成立
1992年，潛水組成立以取代潛水隊，全數崗位均為全職形式出任。此時，潛水能力擴展至42米水深。
於香港回歸後，原本由駐港英軍海軍所負責的深海潛水服務由消防處接替。故此，在消防處處長授權下，潛水組可以在香港水域以外進行水底搜索及潛水拯救等行動。
2000年，潛水組添置了兩艘潛水搶救快艇，協助運送人員於短時間內抵達事故現場。兩年後，潛水組添置了潛水支援船，進一步地提高效率。
2011年，潛水組共出動653次。

### 潛水組重組
2012年10月，汲取南丫島撞船意外的經驗，消防處重組潛水組，駐守於竹篙灣消防局暨救護站及使用率偏低的潛水裝備車編制被取消，原來屬於該潛水拯救車編制的13名潛水員分為兩個部份，6名人員分別被派遣駐守於精英號及卓越號，以加強滅火輪在水面上的救援效率，往後若果遇上海難，駐守有潛水員的滅火輪甫到現場就可以隨即進行水面搜索任務，以支援潛水拯救任務；其餘7名人員連同原來駐守於竹篙灣消防局暨救護站的潛水裝備車被派遣駐守於消防處潛水基地，於2013年3月組成潛水行動支援及訓練專隊，肩負訓練任務（過往潛水組無專責隊伍負責提供訓練，僅由各輛潛水拯救車編制中輪流抽調具備相關訓練資格及經驗的人員負責提供訓練。），此舉除了可以統一訓練內容、技巧及效率外，更可以提升接受訓練人員數量至逾20名，及將新加入的人員部署在裝備有潛水拯救車駐守的陸上消防局及滅火輪上，使到更多後備潛水員投入服務。同年，潛水組共出動762次。

## 裝備
- 壓縮空氣潛水裝備
- 水底爆破工具[5]

### 車輛
| 車牌 | 車身                                   |
| ---- | -------------------------------------- |
| F516 | 昂船洲(後備)潛水拯救車                 |
| F521 | 銅鑼灣潛水拯救車                       |
| F522 | 昂船洲潛水拯救車                       |
| F523 | 西貢潛水拯救車                         |
| F524 | 望后石潛水拯救車                       |
| F525 | 昂船洲(潛水行動訓練及支援隊)潛水拯救車 |

### 船隊
- 潛水支援船一號：停泊在消防處潛水基地。
- 潛水支援快艇二號：停泊在消防處潛水基地。
- 潛水支援快艇三號：停泊在屯門臨時派駐點。
- 指揮船一號：停泊在海上救援東局
- 指揮船二號：停泊在海上救援西局

## 大事記
- 龍鼓水道撞船意外
- 南丫島撞船事故